# Vilablareix
Vilablareix é um município da Espanha na comarca de Gironès, província de Girona, comunidade autónoma da Catalunha. Tem 6,2 km² de área e em 2021 tinha 3 225 habitantes (densidade: 520,2 hab./km²).

## Demografia
| Variação demográfica do município entre 1991 e 2004[carece de fontes?] | Variação demográfica do município entre 1991 e 2004[carece de fontes?] | Variação demográfica do município entre 1991 e 2004[carece de fontes?] | Variação demográfica do município entre 1991 e 2004[carece de fontes?] |
| ---------------------------------------------------------------------- | ---------------------------------------------------------------------- | ---------------------------------------------------------------------- | ---------------------------------------------------------------------- |
| 1991                                                                   | 1996                                                                   | 2001                                                                   | 2004                                                                   |
| 1020                                                                   | 1323                                                                   | 2034                                                                   | 2146                                                                   |